# Bislett Games
Bislett Games är ett årligt friidrottsevenemang som arrangeras på Bislett stadion i Oslo i Norge. Bislett Games är en av tävlingarna som ingår i IAAF:s Diamond League.
Arne Hauvik, en tidigare politiker, tog initiativet till spelen år 1965. Varje år inbjöd han utövare, sponsorer och pressen till sitt hem i det traditionella jordgubbssällskapet samma dag som spelen börjades.
1985 sattes tre världsrekord samma kväll, 10 000 meter för kvinnor, 1 engelsk mil och 5 000 meter för män.